# Sulla mia pelle (Noemi)
Sulla mia pelle  è il primo album in studio della cantante italiana Noemi, pubblicato il 2 ottobre 2009 dalla Sony Music.

## Descrizione
L'album è stato anticipato dal singolo L'amore si odia, cantato insieme a Fiorella Mannoia, che ha debuttato alla prima posizione della Top Singoli.
Tra gli autori dell'album ricordiamo Marco Ciappelli e Diego Calvetti (che firmano quasi tutto il disco) Jerico (Emiliano Cecere) con Comunque ti penso, Francesco Bianconi dei Baustelle con Per colpa tua, Pio Stefanini con L'addio (il giorno più grande) e gli Hot Gossip (Giulio Calvino e Sergio Maggioni) con Tutto questo scorre. Il brano Sulla mia pelle, che chiude l'album e ne dà il titolo, è stato composto interamente da Noemi: è depositato alla SIAE in tre versioni, il titolo originario del brano è Sulla mia pelle (senza di te), successivamente cambiato solo in Sulla mia pelle.
Nel booklet del disco Noemi cita Iggy Pop: "il pesce non pensa, perché il pesce sa" (frase tratta da Branchie di Niccolò Ammaniti).

## Promozione
L'album è stato pubblicato il 2 ottobre 2009 ed è composto da dieci tracce. Solo per l'acquisto su iTunes vi è un'undicesima traccia: una versione de L'amore si odia eseguita dalla sola Noemi. Il 19 febbraio 2010 è stata commercializzata un'edizione deluxe comprensiva di tre bonus track: Per tutta la vita, Briciole e Vertigini (quest'ultima riveduta e corretta in chiave Motown).
Tra ottobre 2009 e gennaio 2010 si è svolta la prima parte del Sulla mia pelle tour, durante il quale Noemi ha intrapreso una serie di concerti in tutta Italia. La seconda parte si è invece svolta tra aprile e ottobre 2010.

## Tracce

### Edizione standard
1. All'infinito – 3:39 (testo: Marco Ciappelli, Daniele Coro – musica: Diego Calvetti)
2. L'amore si odia (feat. Fiorella Mannoia) – 3:12 (testo: Diego Calvetti, Marco Ciappelli – musica: Diego Calvetti)
3. Non so amare di più – 3:41 (testo: Diego Calvetti, Marco Ciappelli – musica: Sergio Vinci, Diego Calvetti)
4. Tutto questo scorre – 3:07 (Giulio Calvino, Sergio Maggioni)
5. I sentimenti – 4:33 (testo: Diego Calvetti, Marco Ciappelli – musica: Diego Calvetti)
6. Comunque ti penso – 3:20 (Jerico (Emiliano Cecere), Diego Calvetti, Marco Ciappelli)
7. Petrolio – 3:09 (testo: Diego Calvetti, Marco Ciappelli – musica: Lele Fontana, Francesco Sighieri)
8. L'addio (il giorno più grande) – 3:22 (Pio Stefanini)
9. Per colpa tua – 3:46 (Francesco Bianconi)
10. Sulla mia pelle – 3:38 (Noemi)

Traccia bonus nell'edizione di iTunes
1. L'amore si odia – 3:09 (testo: Diego Calvetti, Marco Ciappelli – musica: Diego Calvetti)

### Edizione deluxe
1. Per tutta la vita – 3:14 (testo: Diego Calvetti, Marco Ciappelli – musica: Diego Calvetti)
2. All'infinito – 3:39 (testo: Marco Ciappelli, Daniele Coro – musica: Diego Calvetti)
3. L'amore si odia (feat. Fiorella Mannoia) – 3:12 (testo: Diego Calvetti, Marco Ciappelli – musica: Diego Calvetti)
4. Non so amare di più – 3:41 (testo: Diego Calvetti, Marco Ciappelli – musica: Sergio Vinci, Diego Calvetti)
5. Tutto questo scorre – 3:07 (Giulio Calvino, Sergio Maggioni)
6. I sentimenti – 4:33 (testo: Diego Calvetti, Marco Ciappelli – musica: Diego Calvetti)
7. Comunque ti penso – 3:20 (Emiliano Cecere, Diego Calvetti, Marco Ciappelli)
8. Petrolio – 3:09 (testo: Diego Calvetti, Marco Ciappelli – musica: Lele Fontana, Francesco Sighieri)
9. L'addio (il giorno più grande) – 3:22 (Pio Stefanini)
10. Per colpa tua – 3:46 (Francesco Bianconi)
11. Sulla mia pelle – 3:38 (Noemi)
12. Briciole – 3:21 (testo: Marco Ciappelli, Diego Calvetti – musica: Francesco Sighieri)
13. Vertigini (New Version) – 3:56 (Diego Calvetti, Massimiliano Calò, Giuseppe Romanelli)

Traccia bonus nell'edizione di iTunes
1. Briciole (Live) – 4:47 (testo: Marco Ciappelli, Diego Calvetti – musica: Francesco Sighieri)

## Formazione
- Noemi – voce, cori
- Francesco Sighieri – chitarra
- Pio Stefanini – programmazione
- Diego Calvetti – pianoforte, cori, programmazione, percussioni, Fender Rhodes
- Donald Renda – batteria
- Vieri Marchi – fisarmonica
- Giacomo Castellano – chitarra acustica, chitarra elettrica
- Lapo Consortini – chitarra elettrica
- Ronny Aglietti – basso
- Steve Luchi – batteria
- Sergio Maggioni – chitarra acustica, basso, chitarra elettrica
- Giulio Calvino – chitarra elettrica, cori
- Giacomo Zatti – batteria, cori
- Angela Tomei – violino
- Andrea Beninati – violoncello
- Marco Bacci – tromba
- Paolo Bini – tromba
- Luca Ravagni – sassofono soprano
- Emiliano Cecere – cori
- Lisa Kant – cori

## Successo commerciale
Sulla mia pelle ha fatto il suo ingresso nella Classifica FIMI Album al quinto posto, raggiungendo la terza nella settimana successiva. A un mese dalla sua uscita, l'album ha venduto oltre 55 000 copie, venendo di fatto certificato disco d'oro dalla Federazione Industria Musicale Italiana. Successivamente ha superato la soglia delle 70 000 copie vendute, ottenendo la certificazione come disco di platino. Al termine del 2009 è risultato essere il 63º album più venduto in Italia.
Il 28 maggio 2010, presso l'Arena di Verona, Noemi ha ricevuto il Wind Music Award per le vendite dell'album, che ha successivamente raggiunto la soglia delle 125 000 copie, dato salito a 140 000 durante il 2010, divenendo doppio disco di platino. Al termine dell'anno è risultato essere il 29º disco più venduto in Italia.
L'album è stato anche nella European Top 100 Albums stilata da Billboard, rimanendo in classifica per quasi due mesi con picco alla 42ª posizione.

## Classifiche

### Classifiche settimanali
| Classifica (2009-10) | Posizione massima |
| -------------------- | ----------------- |
| Europa               | 42                |
| Italia               | 3                 |

### Classifiche di fine anno
| Classifica (2009) | Posizione |
| ----------------- | --------- |
| Italia            | 63        |
| Classifica (2010) | Posizione |
| Italia            | 29        |

## Riconoscimenti
- 2010 – Wind Music Award: Premio CD Platino
- 2011 – Wind Music Award: Premio CD Multiplatino